# Featheroides typicus
Featheroides typicus là một loài nhện trong họ Salticidae.
Loài này thuộc chi Featheroides. Featheroides typicus được Peng et al miêu tả năm 1994..